# برده زرد (بوكان)
قرية برده زرد (بالكردية: بەردەزەرد) هي إحدى القرى التابعة لـفيض الله بغي في ريف قسم مركزي من مقاطعة بوكان، في محافظة أذربیجان الغربیة الإيرانية.

## السكان
حسب إحصاءات سنة 2006، بلغ إجمالي السكان في برده زرد 984 نسمة وعدد المساكن 202 مسكن. لغة سكان برده زرد هي اللغة الكردية و هم من أهل السنة والجماعة والمذهب الشافعي.